# Claude Debussy

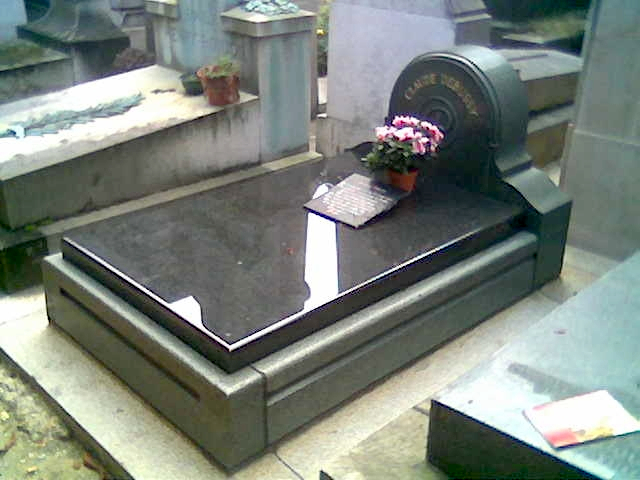
Debussy sírja a Passyi temetőben

Claude Achille Debussy (Saint-Germain-en-Laye, Franciaország, 1862. augusztus 22. – Párizs, 1918. március 25.) francia impresszionista zeneszerző.

## Élete
Saint-Germain-en-Laye-ben született, apja porcelánkereskedő volt. Zenei tehetségére Paul Verlaine anyósa hívta fel a család figyelmét. Tízévesen lett a párizsi zeneakadémia, a Conservatoire növendéke, rá két évre már Frédéric Chopin f-moll zongoraversenyét játszotta. Ekkoriban kezdett komponálni.
Néha beült César Franck óráira, amelyeket unalmasnak tartott. „Modulez! Modulez!” – mondta Franck Debussy leckéjét nézve. Erre Debussy így válaszolt osztálytársait megrendítve: „Miért változtassak hangnemet, ha nekem ez tökéletesen megfelel?”. Giraud zeneszerzésóráin azért ült a zongorához, hogy furcsa, idegenszerű akkordokat üssön le, s nem volt hajlandó feloldani őket. Mindezek ellenére felismerték tehetségét, és számos díj elnyerése után, 1884-ben elnyerte a Római-díjat A tékozló fiú (L'Enfant prodigue) című kantátájával.

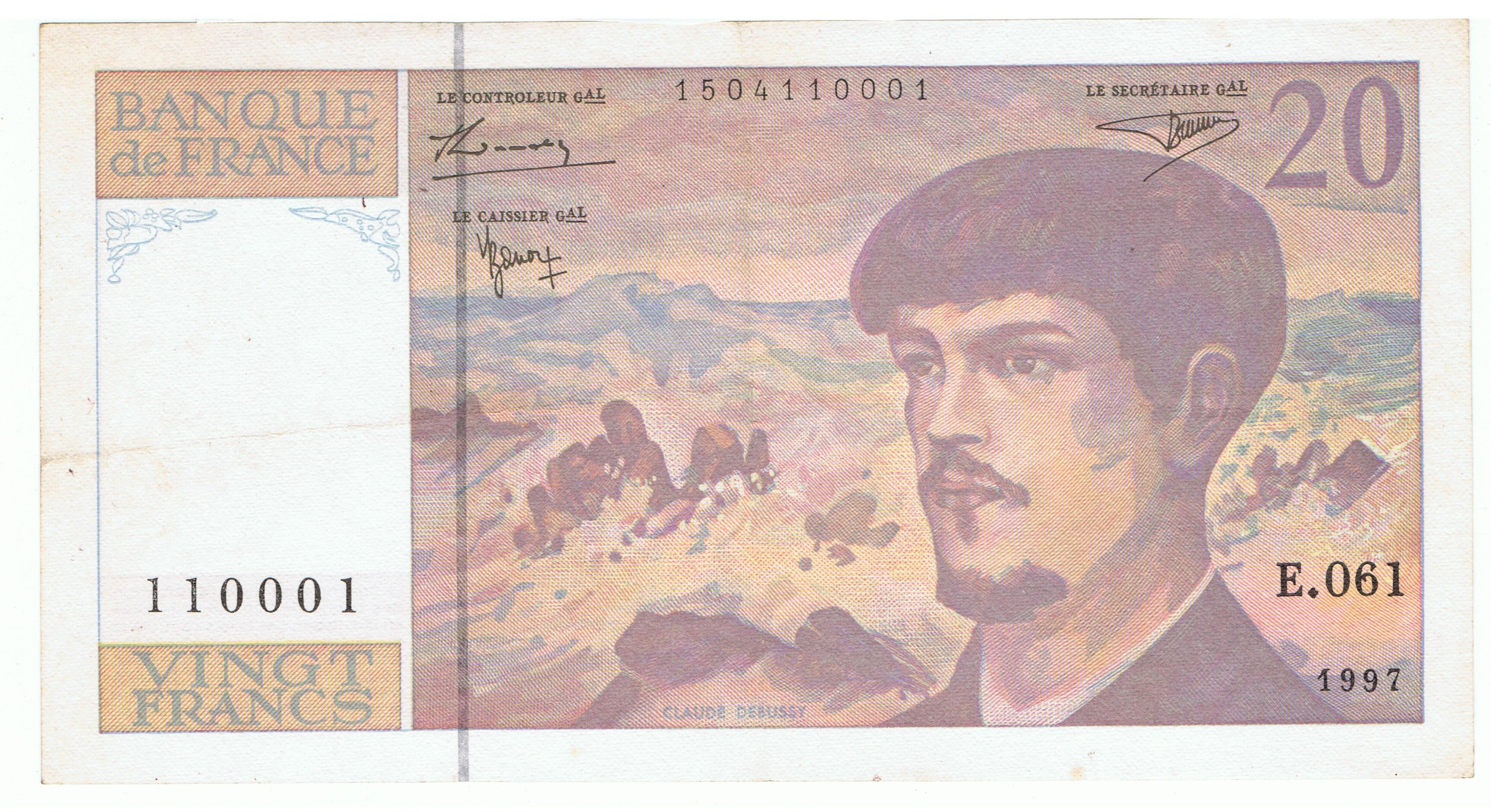
Francia 20 frankos bankjegy Debussy portréjával, a típust 1981 és 2001 között bocsátották ki

Az 1880-as évek elején kapcsolatba került Nagyezsda Meck asszonnyal, Csajkovszkij legendás pártfogójával, akinek a gyermekeit tanította a nyári szünidőkben. Meck asszony elvitte Svájcba, Olaszországba és Moszkvába.
A Római-díj nyerteseként két évet töltött Rómában, de nem érezte jól magát, az olasz opera nem nyerte el tetszését, a régi zenében (Palestrina, Lassus) keresett menedéket. 1887-ben végleg Párizsban telepedett le, kizárólag a komponálásnak szentelte életét. Állást nem vállalt, karmesterként és zongoristaként is ritkán lépett fel. Ugyanebben az évben Bécsben megismerkedett Brahmsszal, és Londonban is járt, a következő években Bayreuthban Wagner műveit hallotta. Az 1889-es párizsi világkiállításon – Ravel mellett – rá is mély hatást gyakorolt a jávai gamelán zene.
Debussy ebben az időszakban mélyült el a hermetikus filozófiában, kapcsolata Joséphin Péladannal és az általa alapított rózsakeresztes mozgalommal is erre az időszakra tehető.
1899-ben rövid életű házasságot kötött Rosalie Texier-vel. Közben kezdett kialakulni sajátos stílusa, erre mutat például a 2 Arabesques és a Suite bergamasque. 1894-ben írta és sikerrel mutatta be a Faunt, 1900-ban a Nocturnes-t. Évekig komponálta egyetlen operáját, a Pelléas et Mélisande-ot, amelyet 1902-ben mutattak be az Opéra Comique-ban.
Termékeny művészi korszaka következett: elkészült az Images (Képek) című művével, befejezte a La Mer (A tenger) című nagyívű zenekari művét. Magánélete azonban zűrzavarossá vált: elköltözött feleségétől, és a művelt, gazdag Emma Bardachhal kezdett új életet. Jersey szigetére mentek, állítólag itt készült a L'Isle Joyeuse című darabja (mások szerint egy Watteau kép volt az ihlető). A hölgyet 1905-ben feleségül vette, tőle született lánya, Claude Emma, azaz „Chouchou”. Az elhagyott feleségen kitört az elmebaj, meglőtte magát. A sajtó és a barátok Debussy ellen fordultak.
1908-ban ismét Londonban járt, 1910-ben Bécsben és Budapesten játszotta műveit, és máshol is hangversenyezett. Utolsó fontos műve a Gyagilev megrendelésére 1912-re elkészült Jeux (Játékok) című balett. A század első éveitől kezdve mint kritikus, zenei író is működött. 1918-ban halt meg rákban.
Életműve új színt hozott a muzsikának csaknem valamennyi műfajába. Az irodalmi és képzőművészeti inspiráció mellett az ő zenéjében különös jelentőséget kap a pillanat futó benyomása, egy napszak, egy illat megannyi gondolattársítása. Mindehhez Debussy maga hozta létre sajátságos eszközeit: rendkívül finom hatásokra építő, meglepő hangzásait, keleties-modális harmóniavilágát, érzékeny és differenciált ritmikáját, dallamainak karcsún ívelő, bájos és finom vonalát. Munkássága zeneszerzők sorára hatott, például Bartók Bélára és Kodály Zoltánra is.

## Fő művei

### Zongoradarabok
- Deux Arabesques, (1888)
- Petite suite, (1889)
- Marche écossaise (4 kézre), (1891)
- Pour Le Piano, (1899)
- Lindaraja (2 zongorára), (1901)
- Estampes, (1903)
- L'Isle Joyeuse, (1904)
- Suite bergamasque, (1890)
  - benne Prélude, Menuet, Clair de Lune és Passepied
- Images I és II, első és második sorozat, (1890–1905, 1907)
- Nocturne, (1892)
- Gyermekkuckó szvit (1908)
- Préludes I és II, első és második kötet, (1910–1913)
  - benne La Fille aux Cheveux de Lin, La Cathédrale Engloutie (I) és Canope (II)
- Douze Études, első és második kötet, (1915)
- Six épigraphes antiques (4 kézre és 2 kézre) (1914)
- En blanc et noir (2 zongorára), (1915)

### Színpadi művek
- Pelléas et Mélisande (1893–1902)
- Le martyre de St. Sébastien, misztérium (1911)
- Jeux, balett, (1913)
- Khamma, balett, hangszerelte Charles Koechlin (1912)
- La boîte à joujoux, balett, hangszerelte André Caplet (1913–1917)

### Zenekari művek
- Le printemps (A tavasz), (1884)
- Prélude à l'après-midi d'un faune (Egy faun délutánja).(1894)
- Nocturnes, (Nuages, Fêtes, Syrènes) (1899)
- La Mer (A tenger) (1905)
- Images pour orchestre
  - Gigues, hangszerelte André Caplet, (1906–1912)
  - Ibéria (3 tétel) (1907)
  - Rondes de printemps (1911)

### Művek szólóhangszerre és zenekarra
- Fantasie (zongora+zkr.) (1886–1889)
- Danses Sacrée et Profane (hárfa+zkr.) (1904)
- Rhapsodie (szaxofon+zkr.)

### Kórusművek
- L'enfant prodigue, kantáta, (1884)
- La Demoiselle élue, kantáta (1887–1888)
- Trois chansons de Ch. d'Orleans (1898–1908)

### Kamarazene-művek
- Vonósnégyes, g-moll (1893)
- Rhapsodie (szaxofon+zongora;szaxofon+zkr.) (1903–1911)
- Première Rhapsodie (klarinét+zongora;klarinét+zkr.) (1909–1911)
- Petit pièce (klarinét+zongora;klarinét+zkr.) (1909–1911)
- Szonáta gordonkára és zongorára (1915)
- Szonáta fuvolára, brácsára és hárfára (1915–1916)
- Szonáta hegedűre és zongorára (1917)

## Kötetei magyarul
- Croche úr, a műkedvelők réme; ford., bev., jegyz. Fábián László; Zeneműkiadó, Budapest, 1959
- Összegyűjtött írások és beszélgetések; összeáll., ford., jegyz., utószó Fazekas Gergely; Rózsavölgyi, Budapest, 2017